# Trận hồ Trasimene
Trận chiến hồ Trasimene, xảy ra năm 217 TCN là trận đánh lớn thứ hai trong cuộc chiến tranh Punic lần 2 giữa Cộng Hòa La Mã và Carthage. Đây cũng là trận thua thê thảm thứ hai của quân La Mã trước quân Carthage do Hannibal Barca chỉ huy. Trận này được đánh giá là một trận mai phục lớn nhất và thành công nhất trong lịch sử quân sự.

## Trận đánh

### Chuẩn bị
Vùng bờ Bắc của hồ Trasimene là một vùng đồi núi thấp. Phía Nam là hồ Trasimene, phía Bắc là những dãy đồi thấp nhưng lạnh giá. Con đường Malpasso băng qua khu vực này theo hướng Đông-Tây rất hẹp và khó đi, nhưng đó chính là con đường mà Gaius Flaminius phải đi qua để truy kích Hannibal. Vì vậy, đây chính là vị trí thuận lợi cho việc mai phục mà thiên tài quân sự Hannibal đã chọn lựa để đón Gaius Flaminius.
Hannibal đóng trại tại một vị trí phía Đông con đường nói trên, nơi có tầm thuận lợi để quan sát toàn bộ chiến trường, nhất là hẻm núi phía Tây Bắc, nơi quân La Mã chắc chắn phải đi vào. Sau đó ông cho quân đội mai phục trên các đỉnh đồi và các những nơi đi vào các con đường hẹp để từ đó đánh vào phía trái của đoàn quân La Mã. Các đơn vị kỵ binh sẽ được bố trí ở một thung lũng có nhiều cây cối, nằm ở đầu phía Tây con đường, nơi quân La Mã chắc chắn phải đi vào. Ở phía Đông con đường, ngay trước doanh trại, Hannibal bố trí một lực lượng bộ binh mạnh để chặn quân La Mã. Và đêm trước khi trận đánh mở màn, Hannibal cho đốt lửa trên ngọn đồi ở Tuoro để quân La Mã tưởng rằng quân Carthage đang ở một nơi rất xa vị trí mai phục.

### Diễn biến
Buổi sáng, trời đầy sương mù. Quân La Mã của Flaminius tiến nhanh tới đầu phía Tây con đường. Hannibal cho một toán quân nhỏ đến quấy nhiễu tiền phương La Mã với mục đích kéo dài thời gian cho lực lượng chính của Carthage chuẩn bị. Sau khi toàn bộ quân La Mã kéo sâu vào con đường, một hồi kèn báo hiệu vang lên và quân Carthage từ các vị trí mai phục xuất kích.
Flaminius bị bất ngờ, thậm chí ông ta còn không kịp sửa soạn lại đội hình. Quân La Mã buộc phải chống trả trong một đội hình rối loạn. Họ nhanh chóng bị quân Carthage bao vây và cắt thành 3 tốp: tốp đi sau cùng nhanh chóng bị kỵ binh dồn vào bờ hồ và bị tiêu diệt. Hai tốp còn lại phải chiến đấu trong vòng vây với một tình thế vô cùng hỗn loạn. Một phần lớn binh sĩ La Mã nhảy xuống hồ và chết đuối rất nhiều, số còn lại bị quân Carthage mặc sức chém giết. Trung quân của Flaminius tất nhiên là chiến đấu quyết liệt nhất, nhưng rồi cũng bị đánh bại sau 3 tiếng đồng hồ cầm cự. Bản thân Flaminius bị một người Gaul tên là Duracius giết chết. Có khoảng 6000 quân La Mã trốn thoát nhờ màn sương dày đặc nhưng sau đó nhanh chóng bị thuộc tướng của Hannibal là Marhabal bắt lại. Nói chung là kết quả trận đấu đã quá rõ ràng: thêm một thảm bại cho La Mã.

## Kết quả
Quân Carthage chỉ tổn thất 1500 người, còn tuyệt đại bộ phận quân La Mã bị tiêu diệt và bị bắt sống, tính ra đến 3 vạn người bị giết và 1 vạn người bị bắt sống. Tin thất bại nhanh chóng lan truyền về La Mã. Nó khủng khiếp tới mức một quan viên La Mã đã tuyên bố: chỉ qua một trận đại chiến chúng ta đã bị đánh bại rồi! La Mã buộc phải thi hành những chính sách đặc biệt để đối phó. Họ đã đề cử Quintus Fabius Maximus giữ chức Độc Tài Quan để chỉ huy quân đội.
Maximus đã để ra một chiến lược đánh lâu dài: ông tránh giao chiến với Hannibal dù trả giá đắt đến đâu, và, cố gắng quấy nhiễu, làm hao mòn quân đội Hannibal và cắt đứt các nguồn tiếp tế đối với quân đội của ông, trong khi đó dành thời gian để xây dựng lại và củng cố lực lượng. Đây là một chiến lược đúng đắn, nhưng nó đã gây ra làn sóng bất mãn trong dư luận La Mã. Hơn nữa trong khi đó Hannibal đã khéo léo điều quân xuống vùng Apulia để trú đông và nghỉ ngơi, bổ sung lực lượng, khiến cho quân đội của ông duy trì đủ lâu đến khi nhiệm kỳ Maximus mãn. Năm 216 TCN, người La Mã bầu hai vị chấp chính quan mới và quyết định tấn công Hannibal. Cái giá phải trả đến ngay: thảm họa tại trận Cannae.